# Dios le Guarde
Dios le Guarde település Spanyolországban, Salamanca tartományban. Dios le Guarde Aldehuela de Yeltes, Morasverdes, Tenebrón és Alba de Yeltes községekkel határos. Lakosainak száma 125 fő (2024).

## Népesség
A település népessége az elmúlt években az alábbi módon változott:
| Lakosok száma | 171  | 174  | 175  | 165  | 156  | 147  | 132  | 121  | 117  | 125  |
|               | 2001 | 2004 | 2007 | 2009 | 2012 | 2014 | 2017 | 2019 | 2022 | 2024 |